# 華苓科技
華苓科技股份有限公司（英語：Flowring Technology Corp.）是台灣的一家電腦軟體公司，成立於1999年，總公司設於新竹市。